# كال ماسي
كال ماسي (بالإنجليزية: Cal Massey)‏ هو عازف جاز وملحن أمريكي، ولد في 11 يناير 1927 في فيلادلفيا في الولايات المتحدة، وتوفي في 25 أكتوبر 1972 في نيويورك في الولايات المتحدة.

## وصلات خارجية
- كال ماسي على موقع ميوزك برينز (الإنجليزية)
- كال ماسي على موقع أول ميوزيك (الإنجليزية)
- كال ماسي على موقع ديسكوغز (الإنجليزية)